# Eulaira thumbia
Eulaira thumbia là một loài nhện trong họ Linyphiidae.
Loài này thuộc chi Eulaira. Eulaira thumbia được Ralph Vary Chamberlin & Wilton Ivie miêu tả năm 1945.